# محوطه لاکوره
محوطه لاکوره مربوط به دوران‌های تاریخی پس از اسلام است و در شهرستان کهگیلویه، بخش چاروسا، روستای لاکوره واقع شده و این اثر در تاریخ ۲۴ فروردین ۱۳۸۲ با شمارهٔ ثبت ۸۲۹۰ به‌عنوان یکی از آثار ملی ایران به ثبت رسیده است.